# Ophiocordyceps
Ophiocordyceps (syn.:Cordycepioideus) is een geslacht van 140 entomopathogene schimmels behorend tot de familie Ophiocordycipitaceae. Met de komst van genetische vingerafdrukken is het nu mogelijk geworden om dit soort schimmels in de juiste taxa te plaatsen. Zo bleek Cordyceps sinensis tot het geslacht Ophiocordyceps te behoren en niet tot het geslacht Cordyceps. De meeste blijken ongeslachtelijke vormen (anamorfen) van schimmels in de stam Ascomycota te zijn.
Ophiocordyceps unilateralis parasiteert mieren, waarbij het gedrag van de mier verandert. De mier bijt zich rond 12 uur vast om een bladnerf aan de onderkant van een blad, waardoor de sporen beter verspreidt worden.
Ophiocordyceps sinensis leeft in de larven van de hopwortelboorder. Deze schimmel maakt een vruchtlichaam aan dat gebruikt wordt in de kruidengeneeskunde in de bergachtige gebieden van Nepal en Tibet.

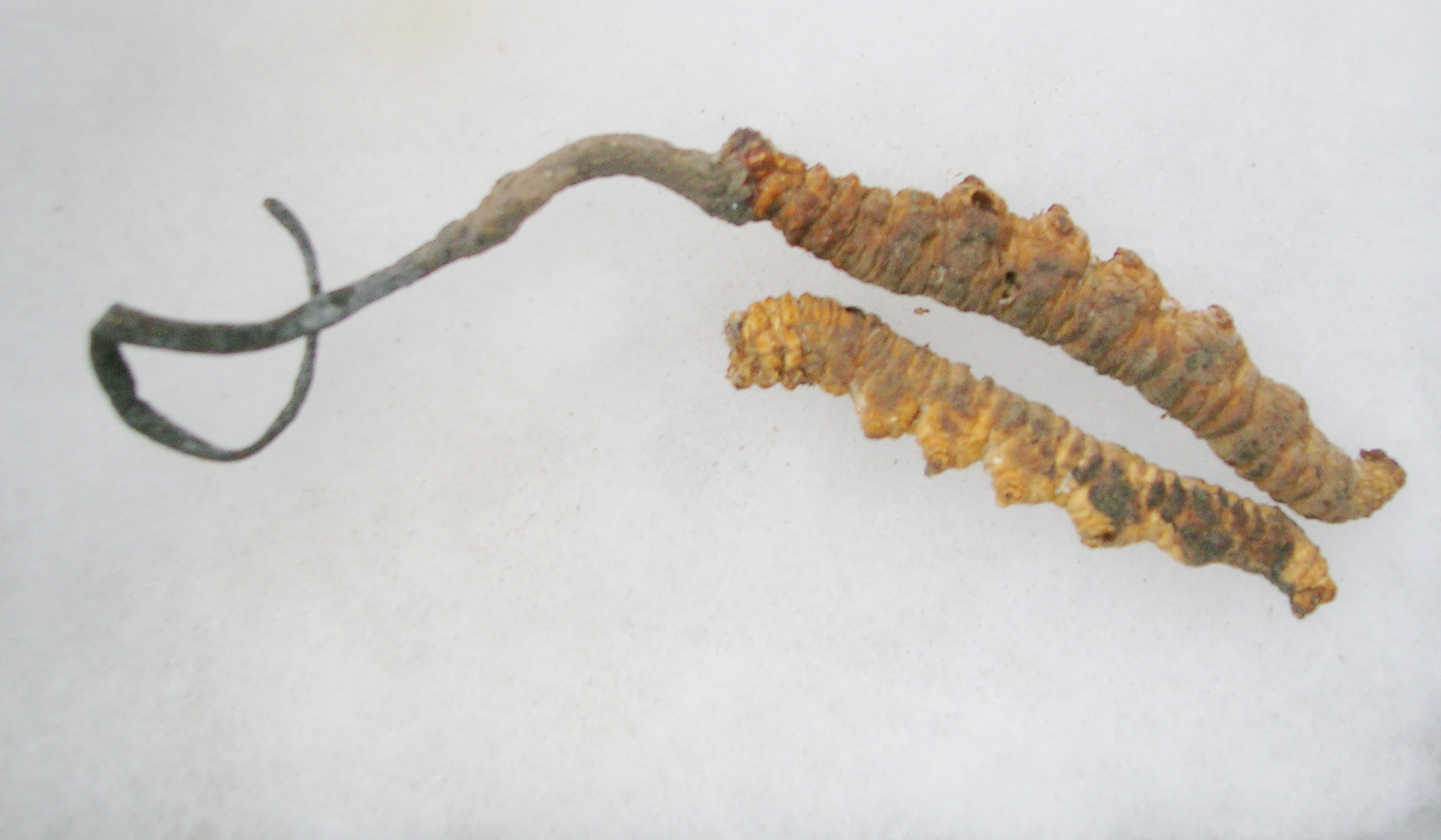
Ophiocordyceps sinensis in twee rupsen van de hopwortelboorder. De ascocarp komt bij de bovenste rups via het hoofd naar buiten zetten. Het sclerotium bevindt zich in de rups en is dus niet zichtbaar.

## Soorten
- Ophiocordyceps acicularis
- Ophiocordyceps agriotidis
- Ophiocordyceps ainictos
- Ophiocordyceps amazonica
- Ophiocordyceps amazonica var. neoamazonica
- Ophiocordyceps aphodii
- Ophiocordyceps appendiculata
- Ophiocordyceps arachneicola
- Ophiocordyceps araracuarensis
- Ophiocordyceps arbuscula
- Ophiocordyceps armeniaca
- Ophiocordyceps asyuënsis
- Ophiocordyceps aurantia
- Ophiocordyceps australis
- Ophiocordyceps barnesii
- Ophiocordyceps bicephala
- Ophiocordyceps brunneipunctata
- Ophiocordyceps bispora
- Ophiocordyceps blattae
- Ophiocordyceps blattarioides
- Ophiocordyceps caloceroides
- Ophiocordyceps camponoti-balzani
- Ophiocordyceps camponoti-melanotici
- Ophiocordyceps camponoti-novogranadensis
- Ophiocordyceps camponoti-rufipedis
- Ophiocordyceps cantharelloides
- Ophiocordyceps carabidicola
- Ophiocordyceps cicadicola
- Ophiocordyceps clavata
- Ophiocordyceps clavulata
- Ophiocordyceps coccidiicola
- Ophiocordyceps coccigena
- Ophiocordyceps cochlidiicola
- Ophiocordyceps communis
- Ophiocordyceps corallomyces
- Ophiocordyceps crassispora
- Ophiocordyceps crinalis
- Ophiocordyceps cuboidea
- Ophiocordyceps cucumispora
- Ophiocordyceps cucumispora var. dolichoderi
- Ophiocordyceps curculionum
- Ophiocordyceps cylindrostromata
- Ophiocordyceps dayiensis
- Ophiocordyceps dermapterigena
- Ophiocordyceps dipterigena
- Ophiocordyceps discoideicapitata
- Ophiocordyceps ditmarii
- Ophiocordyceps dovei
- Ophiocordyceps elateridicola
- Ophiocordyceps elongata
- Ophiocordyceps elongatiperitheciata
- Ophiocordyceps elongatistromata
- Ophiocordyceps emeiensis
- Ophiocordyceps engleriana
- Ophiocordyceps entomorrhiza
- Ophiocordyceps evansii
- Ophiocordyceps evdogeorgiae
- Ophiocordyceps falcata
- Ophiocordyceps falcatoides
- Ophiocordyceps fasciculatistromata
- Ophiocordyceps ferruginosa
- Ophiocordyceps filiformis
- Ophiocordyceps formicarum
- Ophiocordyceps forquignonii
- Ophiocordyceps fulgoromorphila
- Ophiocordyceps furcicaudata
- Ophiocordyceps gansuënsis
- Ophiocordyceps geniculata
- Ophiocordyceps gentilis
- Ophiocordyceps glaziovii
- Ophiocordyceps goniophora
- Ophiocordyceps gracilioides
- Ophiocordyceps gracilis
- Ophiocordyceps gryllotalpae
- Ophiocordyceps halabalaensis
- Ophiocordyceps heteropoda
- Ophiocordyceps hirsutellae
- Ophiocordyceps hiugensis
- Ophiocordyceps huberiana
- Ophiocordyceps humbertii
- Ophiocordyceps insignis
- Ophiocordyceps irangiensis
- Ophiocordyceps japonensis
- Ophiocordyceps jiangxiensis
- Ophiocordyceps jinggangshanensis
- Ophiocordyceps kangdingensis
- Ophiocordyceps kniphofioides
- Ophiocordyceps kniphofioides var. dolichoderi
- Ophiocordyceps kniphofioides var. monacidis
- Ophiocordyceps kniphofioides var. ponerinarum
- Ophiocordyceps koningsbergeri
- Ophiocordyceps konnoana
- Ophiocordyceps lachnopoda
- Ophiocordyceps laojunshanensis
- Ophiocordyceps larvarum
- Ophiocordyceps larvicola
- Ophiocordyceps lloydii
- Ophiocordyceps lloydii var. binata
- Ophiocordyceps longissima
- Ophiocordyceps lutea
- Ophiocordyceps macularis
- Ophiocordyceps melolonthae
- Ophiocordyceps melolonthae var. rickii
- Ophiocordyceps michiganensis
- Ophiocordyceps minutissima
- Ophiocordyceps monticola
- Ophiocordyceps mrciensis
- Ophiocordyceps multiaxialis
- Ophiocordyceps myrmecophila
- Ophiocordyceps neovolkiana
- Ophiocordyceps nepalensis
- Ophiocordyceps nigra
- Ophiocordyceps nigrella
- Ophiocordyceps nigripes
- Ophiocordyceps nutans
- Ophiocordyceps obtusa
- Ophiocordyceps octospora
- Ophiocordyceps odonatae
- Ophiocordyceps osuzumontana
- Ophiocordyceps owariensis
- Ophiocordyceps owariensis f. viridescens
- Ophiocordyceps oxycephala
- Ophiocordyceps paludosa
- Ophiocordyceps paracuboidea
- Ophiocordyceps pentatomae
- Ophiocordyceps petchii
- Ophiocordyceps proliferans
- Ophiocordyceps prolifica
- Ophiocordyceps pruinosa
- Ophiocordyceps pseudolloydii
- Ophiocordyceps pseudolongissima
- Ophiocordyceps pulvinata
- Ophiocordyceps purpureostromata
- Ophiocordyceps purpureostromata f. recurvata
- Ophiocordyceps ravenelii
- Ophiocordyceps rhizoidea
- Ophiocordyceps ridleyi
- Ophiocordyceps robertsii
- Ophiocordyceps rubripunctata
- Ophiocordyceps rubiginosiperitheciata
- Ophiocordyceps ryogamiensis
- Ophiocordyceps salebrosa
- Ophiocordyceps scottiana
- Ophiocordyceps selkirkii
- Ophiocordyceps sichuanensis
- Ophiocordyceps smithii
- Ophiocordyceps sobolifera
- Ophiocordyceps sinensis
- Ophiocordyceps sphecocephala
- Ophiocordyceps stipillata
- Ophiocordyceps stylophora
- Ophiocordyceps subflavida
- Ophiocordyceps subunilateralis
- Ophiocordyceps superficialis
- Ophiocordyceps superficialis f. crustacea
- Ophiocordyceps takaoënsis
- Ophiocordyceps taylorii
- Ophiocordyceps thyrsoides
- Ophiocordyceps tiputini
- Ophiocordyceps tricentri
- Ophiocordyceps truncata
- Ophiocordyceps uchiyamae
- Ophiocordyceps unilateralis
- Ophiocordyceps unilateralis var. clavata
- Ophiocordyceps variabilis
- Ophiocordyceps voeltzkowii
- Ophiocordyceps volkiana
- Ophiocordyceps wuyishanensis
- Ophiocordyceps yakusimensis
- Ophiocordyceps zhangjiajiensis